# Scorpion (U-Boot, 1960)
Die Scorpion, auch USS Scorpion (Kennung: SSN-589), war ein Atom-U-Boot der Skipjack-Klasse der United States Navy. Sie wurde 1960 in Dienst gestellt und sank 1968 als zweites nuklear getriebenes Unterseeboot der amerikanischen Marine im Nordatlantik unter noch immer nicht vollständig aufgeklärten Umständen. Es wird angenommen, dass ein Torpedo innerhalb des U-Bootes detonierte. Dabei verloren 99 Seeleute ihr Leben. Das Wrack wurde erst fünf Monate später in 3300 Metern Tiefe gefunden.

## Technik
Die Boote der Skipjack-Klasse waren mit nur 76,8 Metern Länge für Atom-U-Boote relativ klein. Durch die Bauform der Hülle in Tränen- bzw. Tropfenform, die bei der Albacore zum ersten Mal erprobt wurde, konnten die Boote erstmals Geschwindigkeiten von 30 Knoten erreichen.
Bewaffnet war die Scorpion mit sechs Bugtorpedorohren, aus denen neben dem Mark-37-Torpedo auch der Mark-45-ASTOR mit Atomsprengkopf abgefeuert werden konnte.

## Einsatzprofil
Die Scorpion gehörte zu den Jagd-U-Booten. Als solches profitierte sie vor allem von ihrer Geschwindigkeit und der geringen Größe, mit der große Wendigkeit einhergeht. Zu den Aufgaben von Jagd-U-Booten gehören das Beschatten von feindlichen Raketen-U-Booten, außerdem Patrouillenfahrten in strategisch wichtigen Meeresregionen wie zum Beispiel der „GIUK-Lücke“, den Meeresengen zwischen Grönland, Island und Großbritannien.
Die Scorpion nahm an mehreren Manövern teil, bei denen sie als Übungsobjekt für verbündete Kräfte diente, indem sie ein feindliches U-Boot und dessen Taktiken simulierte. Außerdem war die Scorpion in der Lage, verdeckte Operationen durchzuführen. Dies umfasst unter anderem das Beschaffen von Leistungsdaten von feindlichen Schiffen, die mit dem Periskop oder den ESM-Masten gesammelt werden. Eine andere Möglichkeit für die sogenannten „special operations“ ist die Fernmelde- und Elektronische Aufklärung, für die das U-Boot dicht vor die Küste fahren und für gewöhnlich auch in feindlichen Hoheitsgewässern operieren muss.

## Geschichte

### Name und Insigne

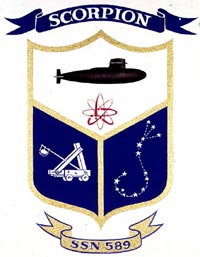
Insigne der Scorpion

Die Scorpion war das sechste Schiff der US-Marine, das nach dem Skorpion benannt wurde; bereits ihr Vorgänger, die USS Scorpion (SS-278) der Gato-Klasse im Zweiten Weltkrieg, ging bei einem Einsatz im Gelben Meer im Januar 1944 unter ungeklärten Umständen verloren.
Die Insigne des Bootes zeigt eine U-Boot-Hülle in der Tränenform, welche mit der Skipjack-Klasse das erste Mal bei einer Klasse regulärer U-Boote eingesetzt wurde. Darunter wird ihr Kernantrieb symbolisiert. Links unten befindet sich eine Balliste, die Scorpion genannt wurde, rechts ist das Sternbild Skorpion zu sehen.

### Bau

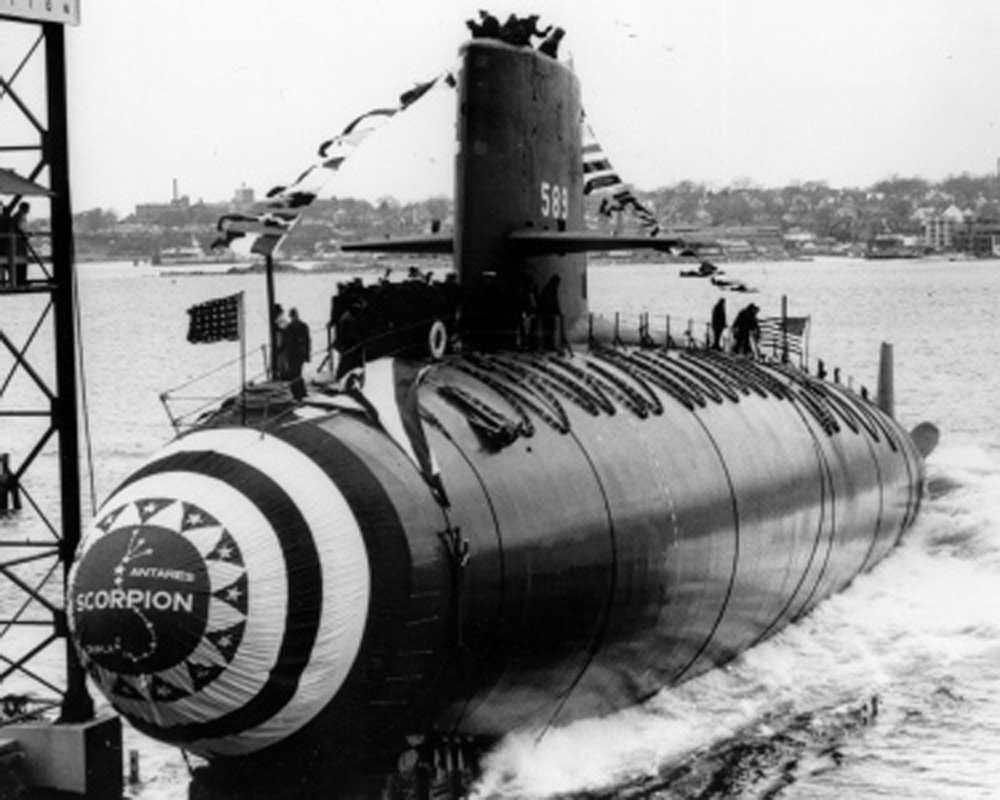
Stapellauf der Scorpion

Die Scorpion wurde am 20. August 1958 bei Electric Boat, der Werft von General Dynamics in Groton, Connecticut, kielgelegt. Ihr Stapellauf erfolgte am 19. Dezember 1959. Das Schiff wurde von Mrs. Elizabeth S. Morrison getauft. Die Indienststellung fand am 29. Juli 1960 statt, ihr erster Kommandant war Norman B. Bassac.

### Erste Fahrten
Der erste Heimathafen der Scorpion war New London, Connecticut, dort wurde sie dem „Submarine Squadron 6, Division 62“ zugeteilt. Ihre erste Fahrt begann am 24. August 1960 und dauerte zwei Monate. Die Scorpion durchquerte den Atlantik und nahm an NATO-Übungen in europäischen Gewässern teil, zusammen mit Teilen der Sechsten Flotte der US-Marine. Den Rest des Jahres bis hinein in den Mai 1961 führte das U-Boot Übungen vor der Ostküste der Vereinigten Staaten durch, bevor es nochmals in Richtung Europa auslief und dort bis zu seiner Rückkehr am 9. August weitere Übungen bestritt. Im September wurde das Boot nach Norfolk in Virginia verlegt, wo es im Jahr 1962 die Navy Unit Commendation erhielt, eine Auszeichnung, die für besondere Leistungen im Krieg oder für besonders exzellent ausgeführte Operationen in Friedenszeiten vergeben wird.

### Missionen von Norfolk aus
In Norfolk wurde die Scorpion vor allem als Übungsboot für Unterwassertaktik verwendet. So mimte sie häufig ein feindliches Unterseeboot, unter anderem auch in den Gewässern vor den Bermudas und Puerto Rico. Ab Juni 1963 bis Mai 1964 erfolgte eine erste Überholung in den Werften in Charleston, South Carolina. Ab August 1964 folgte dann eine Patrouillenfahrt im Atlantik, im Frühjahr 1965 eine weitere in europäischen Gewässern. Auf diesen Fahrten wurden sowjetische U-Boote beschattet.
Ab Ende 1965 wurde die Scorpion für verdeckte Operationen eingesetzt, ihr Kommandant erhielt für diese Einsätze die Navy Commendation Medal, andere Offiziere und Matrosen bekamen niedrigere Auszeichnungen. Die genaue Natur dieser Einsätze unterliegt bis heute der Geheimhaltung.

### Überholung
Am 1. Februar 1967 wurde die Scorpion für eine zweite Überholung in die Norfolk Naval Shipyard gebracht. Jedoch wurden nur einige für den Betrieb unerlässliche Reparaturen durchgeführt, eine komplette Überholung unterblieb aus Kostengründen und um die statistische Einsatzzeit der Atom-U-Boote zu erhöhen. Diese verkürzte Überholung wurde vom Chief of Naval Operations, Admiral David L. McDonald, am 17. Juni 1966 genehmigt, was nötig war, da nach dem „Submarine Safety Program“ („SUBSAFE“) eine Komplettüberholung hätte stattfinden müssen. Dieses Programm wurde nach dem Untergang der Thresher beschlossen.

### Letzte Einsätze von Norfolk aus

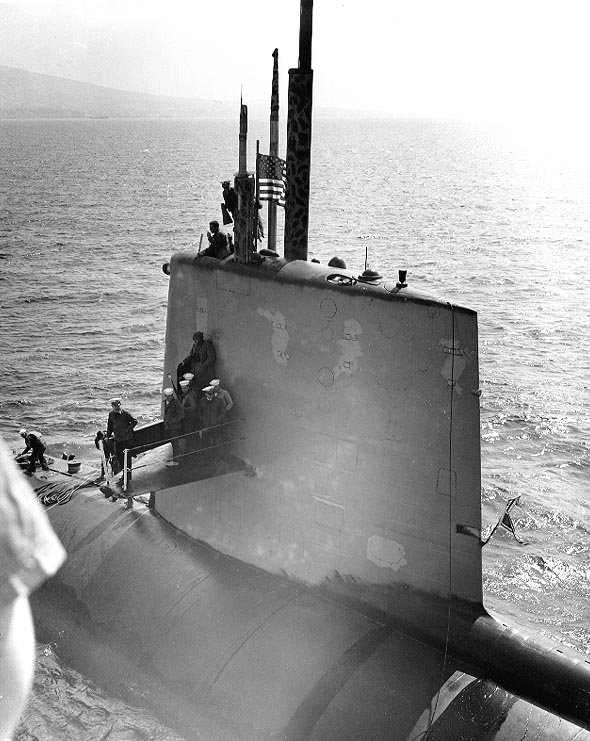
Turm der Scorpion

Ende Oktober 1967 begann die Scorpion unter ihrem neuen Kommandanten Francis Slattery mit ihrem Training und Tests des Waffensystems. Zu ihrer letzten Fahrt brach die Scorpion schließlich am 15. Februar 1968 auf, eine Fahrt, die sie ins Mittelmeer führte. Ursprünglich sollte die Seawolf für diese Fahrt eingesetzt werden, diese lief jedoch im Januar auf Grund und musste daraufhin überholt werden. Im Mittelmeer mimte die Scorpion den Gejagten für Boote anderer NATO-Staaten. Ein bemerkenswerter Vorfall ereignete sich hierbei Mitte April: Als die Scorpion aufgetaucht mit der Cutlass Funksprüche austauschte, lief ein sowjetischer Zerstörer mit hoher Fahrt auf die Scorpion zu und drehte erst kurz vor einem Zusammenstoß ab. Laut dem Kommandanten der Cutlass, Herbert E. Tibbets, führte der Zerstörer dies drei- oder viermal durch. Kurz nach diesem Vorfall am 15. April lag die Scorpion in Neapel im Hafen, wo sie während eines schweren Sturms mit einer Schute kollidierte und diese dabei versenkte. Taucher, die am 20. April das Heck der Scorpion untersuchten, konnten jedoch keine Beschädigungen feststellen.
Nach diesem Hafenbesuch sollte die Scorpion noch Aktivitäten der sowjetischen Marine untersuchen, die im Atlantik suspekte Ballons steigen ließ. Vor diesem Einsatz erfolgte noch ein Zwischenstopp im spanischen Rota, um zwei Mannschaftsangehörige an Land zu bringen, einen aus familiären, den zweiten aus medizinischen Gründen. Die Untersuchung der hydroakustischen Operationen der Sowjets, an denen zwei Vermessungsschiffe, ein Unterseebootrettungsschiff sowie ein U-Boot des Projekts 659 (Echo-Klasse) teilnahmen, verlief negativ. Kommandant Slattery teilte mit, er habe einige Fotos gemacht, aber wenig über den Zweck der Ballons herausfinden können. Der Ort dieser Operationen ist nicht bekannt, jedoch sprechen freigegebene Dokumente der US-Marine von der Sichtung einer Gruppe sowjetischer Schiffe 500 Kilometer vor der nordwestlichen Küste Afrikas. Die Luftüberwachung dieser Gruppe wurde zwischen dem 19. und 21. Mai unterbrochen. Dies entspricht in etwa dem Zeitabschnitt, in dem die Scorpion in der Gegend war, was darauf hindeutet, dass die Scorpion diese Gruppe beschattet hat.
Anschließend fuhr die Scorpion zurück in Richtung Norfolk, wo sie am 27. Mai erwartet wurde, jedoch nie ankam. Die letzte Meldung erfolgte am Abend des 21. Mai. In ihr teilte der Kommandant mit, dass sie sich 50 Seemeilen südlich der Azoren auf der zugewiesenen Route nach Hause befinde. Die Scorpion sank um den 22. Mai ca. 400 Meilen (740 km) südwestlich der Azoren mit 99 Besatzungsmitgliedern an Bord auf eine Tiefe von ca. 3380 Metern (11 100 Fuß). Am 5. Juni wurde das Boot für verloren erklärt, am 30. Juni wurde es aus dem Schiffsregister der Marine gestrichen.

## Nach dem Untergang

### Suche nach dem Wrack

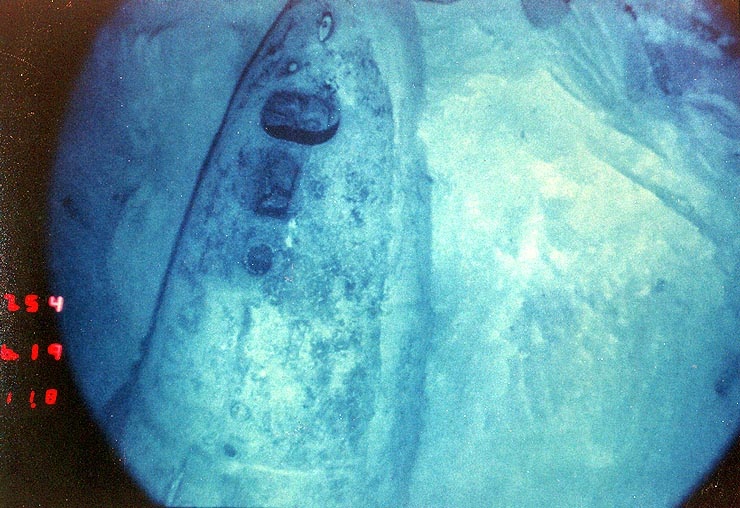
Bild des Bugs am Meeresgrund

Nachdem die Scorpion sich in der letzten Woche vor der geplanten Ankunft nicht über Funk in Norfolk gemeldet hatte und auch am 27. Mai nicht vor dem Marinehafen auftauchte, wurde mit einer Suche nach dem Schiff begonnen. Allerdings bestand von Anfang an wenig Hoffnung auf Rettung der 99 Seeleute an Bord, da der Ozean auf der gesamten Route 3.000 Meter tief ist, was deutlich jenseits der Zerstörungstiefe des U-Boots von ca. 600 Metern liegt. Keines der U-Boote, die auf der Suche nach der Scorpion die Route abfuhren, fand ein Zeichen des vermissten U-Bootes.
Währenddessen startete auch der führende Tiefseewissenschaftler der US-Marine, John P. Craven, eine Suche. Da er wusste, dass eine mögliche Ex- und Implosion auf den Bändern des Unterwasserhorchsystems der Marine, SOSUS, herausgefiltert worden wäre, kontaktierte er ein meereskundliches Labor auf den Bermudas, das von der Marine finanziert wurde. Auf den dortigen Aufzeichnungen wurden in der Tat acht Unterwasserexplosionen gefunden, die jedoch auch von Unterseebeben oder Ähnlichem hätten verursacht worden sein können. Da aus den Aufzeichnungen auch der genaue Ort der Explosionen nicht hervorging, sondern nur die Richtung, aus der das Geräusch kam, setzte Craven die Richtung mit dem Zeitpunkt der Explosion und der Route der Scorpion in Verbindung und kam so auf acht mögliche Orte, die sofort von Aufklärern überflogen wurden. Jedoch fanden diese keine Rückstände wie Öl oder Trümmer auf der Wasseroberfläche.
Unabhängig von Craven kontaktierte Wilton Hardy, ein Akustiker am United States Naval Research Laboratory, eine Unterwasserlauscheinrichtung der US-Luftwaffe mit zwei Stationen auf Neufundland, ca. 300 Kilometer voneinander entfernt. Tatsächlich fanden deren Mitarbeiter Anzeichen einer Unterwasserexplosion, die sich nach dem Abgleichen mit Cravens Daten als eine der acht Möglichkeiten herausstellte, die auch Craven ins Auge gefasst hatte. Dieser Punkt, der sich später als tatsächlicher Untergangsort herausstellte, lag nur ca. 640 Kilometer südwestlich von den Azoren entfernt. Damit sank das U-Boot nur 18 Stunden nach seiner letzten Meldung.

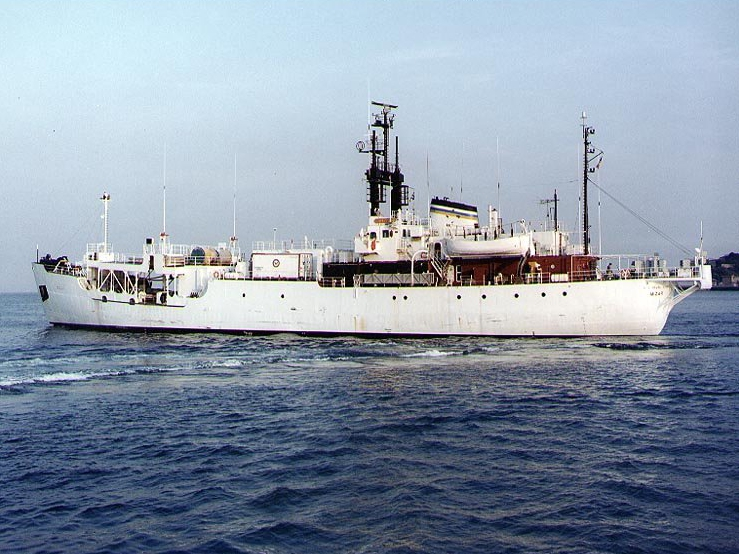
Die Mizar

Dieser Punkt, auf den sich die Suche ab diesem Zeitpunkt konzentrierte, wurde Punkt Oscar genannt. Da die Scorpion jedoch nach der ersten Explosion 3.380 Meter auf den Meeresboden sinken musste, ergab sich ein Kreis mit einem Durchmesser von gut 30 Kilometern, in dem das Wrack vermutlich liegen musste. Die Marine schickte die zum Tiefseeforschungsschiff umgebaute Mizar, einen ehemaligen Polartender, als Sucheinheit zum Punkt Oscar. Nachdem dieser ohne Erfolg abgesucht worden war, befahl die Marine der Mizar, westlich des Punktes zu suchen, da man davon ausging, die Scorpion sei vor der Katastrophe westwärts gefahren; jedoch blieb die Suche weiterhin ohne Ergebnis.
Währenddessen stellte Craven weitere Berechnungen an, die ergaben, dass die aufgezeichneten Explosionen, und damit auch das U-Boot, sich ostwärts bewegt hatten. Aus diesem Grund bediente sich Craven eines Suchverfahrens, welches auf der Bayesschen Schätzung beruht. Dabei ließ er zahlreiche Marineexperten auf das wahrscheinlichste Szenario wetten, um so den Faktor „Ahnungen“ mit einzubeziehen. Dabei gaben die Teilnehmer Schätzungen bezüglich des Winkels, der Geschwindigkeit und der Himmelsrichtung des Abstieges der Scorpion ab. Heraus kam dabei, dass sich die Scorpion östlich von Punkt Oscar befinden müsste. Nachdem die Suche im Westen erfolglos geblieben war, fuhr die Mizar schließlich gen Osten. Am 29. Oktober, fünf Monate nach dem Verlust des Bootes, fing tatsächlich eine der Unterwasserkameras in 3.380 Metern Tiefe Bilder des Wracks ein.

### Erforschung des Wracks

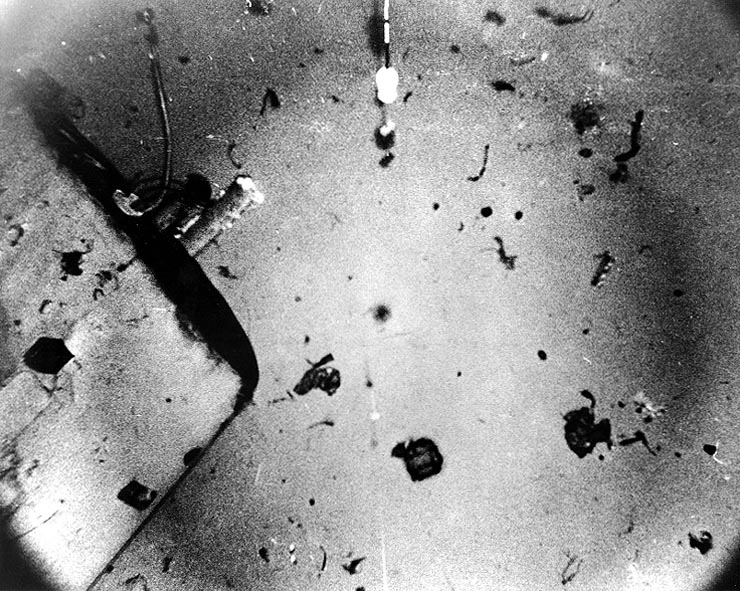
Bild des Turms mit Trümmern (Bild von 1969)

Fotos von einem ferngesteuerten Tieftauchboot, das von der Mizar aus operierte, zeigten deutlich, dass die Scorpion durch die Explosion in zwei Teile zerrissen worden war, die unabhängig voneinander zwei Furchen in den Meeresgrund geschlagen hatten. Der vordere Teil umfasste den Torpedoraum und die Steuerzentrale, der hintere bestand aus den Resten des Maschinenraums und der Reaktorabteilung. Der Turm wurde abgerissen und liegt bei den zwei Teilen in einem Feld von kleinen Trümmern.
Im Jahre 1969 wurde der Bathyscaph Trieste II zu dem U-Boot geschickt und machte in sieben Tauchgängen eine große Anzahl Bilder, die später teilweise veröffentlicht wurden. Besonders interessierte sich die Marine für die Torpedorohre; Bilder von innerhalb des Torpedoraumes aufzunehmen gelang jedoch nicht. Auf den veröffentlichten Bildern wurde der gesamte Bugbereich, in dem die Explosion stattfand, ausgespart. Außerdem testete die Trieste Wasser und Sedimente auf Kontamination durch Radioaktivität.

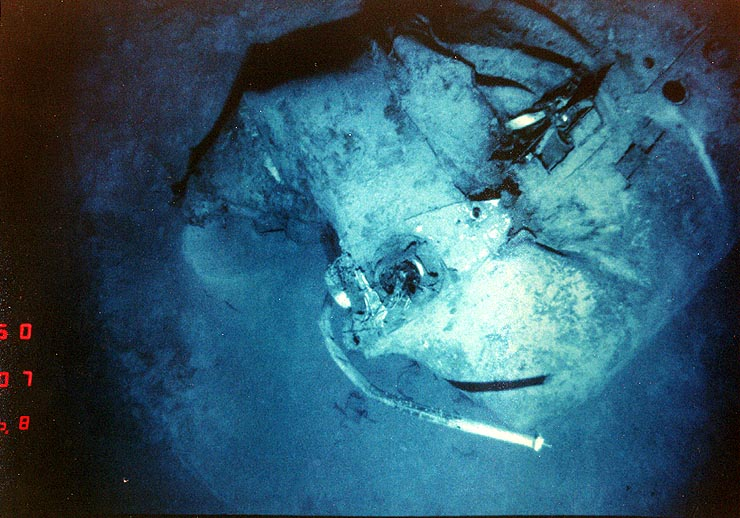
Hinteres Ende des Bugteils

Eine zweite gründliche Erforschung erfolgte im Jahre 1985, als das Tieftauchboot Alvin der Woods Hole Oceanographic Institution (WHOI) im Auftrag der Marine zum Wrack abtauchte und die ersten Farbfotos der Scorpion anfertigte. Dies geschah unter hoher Geheimhaltung; zur Tarnung wurde berichtet, der Einsatz diene dem Auffinden der Titanic. Erst nach einem Zeitungsbericht gab die Marine zu, dass die Mission zur Scorpion geführt hatte, und veröffentlichte einige der Bilder, jedoch wiederum keine der Explosionsstelle im Torpedoraum. Ein Kameraarm der Alvin soll laut Berichten wiederum nicht in der Lage gewesen sein, Bilder vom Inneren des Torpedoraums zu filmen. Aus anderen veröffentlichten Bildern war ersichtlich, dass sich der Maschinenraum, der sich im Heck eines U-Bootes befindet, wie ein Teleskop in die davor liegenden Abteilungen hineingeschoben hatte, was möglich war, da der Durchmesser der tränenförmigen Hülle zum Heck hin stark abnimmt.

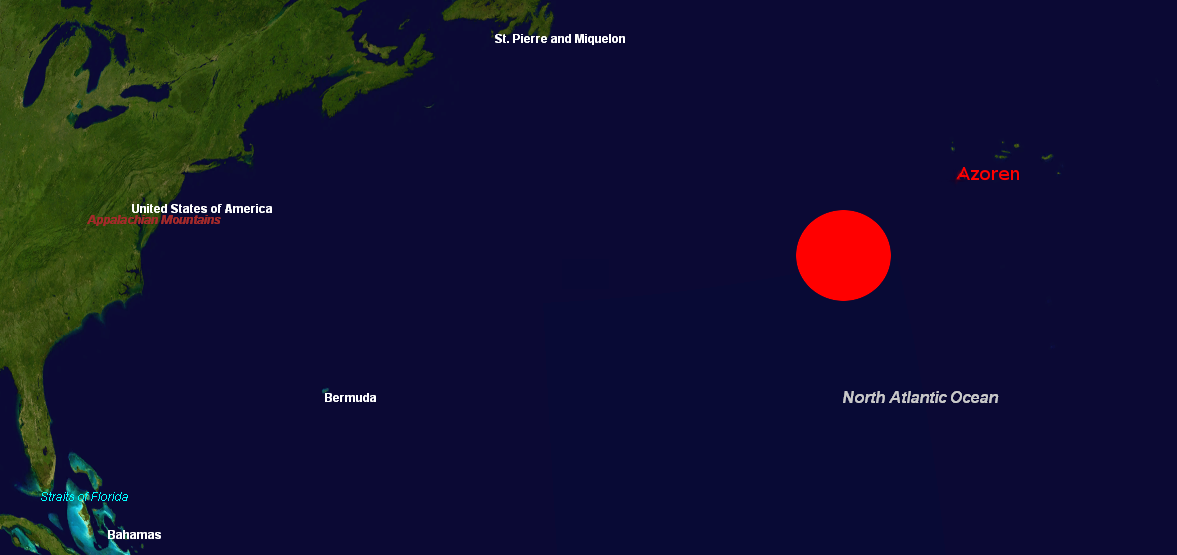
Die genaue Stelle, an der die Scorpion sank, wird von der US-Marine geheim gehalten. Das Wrack liegt ungefähr 400 Seemeilen südwestlich der Azoren am Rande der Sargassosee.

## Mögliche Gründe für das Sinken
Nach dem Unglück wurde ein aus sieben Offizieren bestehender Untersuchungsausschuss gebildet. Das Ergebnis seiner Untersuchung wurde der Öffentlichkeit im Januar 1969 in einer Pressemitteilung mitgeteilt, wobei klargestellt wurde, dass auf Grund der Beweislage keine genaue Ursache ermittelt werden konnte. Erst 1993, als die Regierung Clinton den gesamten Bericht freigab, wurde ersichtlich, dass für die Ermittlungskommission ein Torpedounfall am wahrscheinlichsten war; nur auf Grund von Behauptungen des Kommandos für Waffentechnik, eine Torpedoexplosion innerhalb des U-Bootes sei unmöglich, wurde dieses Ergebnis zurückgehalten. Ebenso wurden aber Gaslecks, Feuer und weitere mechanische Fehler in Betracht gezogen. Von Anfang an kategorisch von der Marine abgestritten wurde die Möglichkeit, dass die Scorpion von einem feindlichen U-Boot versenkt worden sein könnte. Heute gilt ein Brand in einer Torpedobatterie, welcher den Gefechtskopf gezündet hat, als wahrscheinlichste Ursache.

### Mechanische Ursache
Als relativ unwahrscheinlich gilt, dass ein mechanischer Fehler an Bord zum Untergang geführt haben könnte. Zu den möglichen Ursachen zählen hierbei unter anderem Gaslecks, Wassereinbruch in den Druckkörper oder Feuer. Gerüchte über mechanische Fehler wurden vor allem von dem schlechten Zustand genährt, in dem sich die Scorpion vor der letzten Fahrt befand. So soll die maximale Tauchtiefe auf 100 Meter beschränkt worden sein; ebenso soll es Versetzungsanträge gegeben haben, in denen auf Gefahren hingewiesen worden sein soll. Wenige Monate vor dem letzten Einsatz soll es während einer Testfahrt zu starken Vibrationen gekommen sein, die fast zum Sinken des Bootes geführt hätten. Die Ursache des Fehlers soll nie gefunden worden sein.

### Hot run eines Torpedos
Als wahrscheinlichste Ursache für den Unfall galt lange Zeit ein sogenannter hot run eines Torpedos. Dabei aktiviert sich ein Torpedo im Torpedorohr, die Schraube beginnt sich zu drehen. Um den Torpedo wieder zu deaktivieren, muss das U-Boot eine 180-Grad-Drehung vollführen, wonach der Torpedo sich automatisch deaktiviert, um zu vermeiden, dass er sein eigenes Schiff angreift. Dies würde auch erklären, warum die Scorpion vor der Explosion nach Osten gefahren ist.
Da die Marine die Möglichkeit, dass ein Torpedo im Rohr explodieren kann, ausschloss, wurde alternativ angenommen, dass ein Torpedo nach einem hot run ausgestoßen worden war und dann, trotz der existierenden Sicherheitseinrichtungen, sein Schiff angegriffen haben könnte.
Eine dieser Möglichkeiten gilt als besonders wahrscheinlich, weil die Mark-37-Torpedos, von denen die Scorpion 14 Stück an Bord hatte, für hot runs bekannt waren. Außerdem war ein Testgerät für diesen Torpedo-Typ schon häufiger falsch eingesetzt worden, wodurch hot runs ausgelöst wurden. Kombiniert mit der Tatsache, dass auf der Heimfahrt routinemäßig viele Geräte an Bord eines Unterseebootes Funktionstests unterzogen werden, wurde ein hot run auch vom Untersuchungsausschuss als wahrscheinlichste Ursache angenommen.

### Beschuss durch ein feindliches U-Boot
Von der Marine kategorisch ausgeschlossen gab es doch häufige Gerüchte, wonach das sowjetische Militär für den Verlust der Scorpion verantwortlich sein könnte. Hinweise hierfür sind vor allem die Verstrickung der Scorpion in Geheimdienstoperationen, die noch immer der Geheimhaltung unterliegen. Besonders die Überwachung der sowjetischen Aktivitäten wenige Tage vor dem Sinken wird hierbei als Grund für ein Versenken angegeben, da zu der Gruppe auch ein U-Boot der Echo-Klasse gehört haben soll. Ebenfalls angeführt wird, dass ein sowjetischer Helikopter die Scorpion mit Sonarsignalen erst angelockt und dann torpediert haben soll. Jedoch sprechen in den 1990ern freigegebene US-Berichte davon, dass es weder während noch nach der Anwesenheit der Scorpion eine Veränderung im Einsatzmuster der Gruppe gegeben habe.
Einen weiteren Grund für eine mögliche Versenkung der Scorpion sehen Anhänger dieser Theorie im zwei Monate vorher geschehenen Unfall an Bord des sowjetischen U-Bootes der Golf-Klasse, K-129 im Pazifik (dieses U-Boot wurde später im Azorian-Projekt teilweise von der CIA gehoben). Die Regierung der UdSSR sprach nach dem Vorfall davon, dass die K-129 von U-Booten der US-Marine versenkt worden sei, sodass die Scorpion aus Rache ebenfalls versenkt worden sein könnte. Nahrung bekamen derartige Spekulationen durch Aussagen russischer Marineoffiziere in den 1990ern, wonach es Absprachen zwischen sowjetischen und amerikanischen U-Boot-Offizieren gegeben habe, in beiden Fällen keine Untersuchungen zur Involvierung der jeweils anderen Seite anzustellen.

### Explosion einer Torpedobatterie
Heute wird auf Grund neuer Informationen, die der Untersuchungskommission noch nicht vorlagen, sondern erst von Journalisten der New York Times 1998 in dem Buch Jagd unter Wasser (original: Blind Man’s Bluff) veröffentlicht wurden, davon ausgegangen, dass eine brennende Torpedobatterie vom Typ Mark 46 für die Mark-37-Torpedos den Gefechtskopf detonieren ließ. Diese Theorie beruht auf einem geheimgehaltenen Vorfall bei Tests einer Batterie: Während eines Vibrationstests explodierte die Batterie ohne Vorwarnung. Es stellte sich heraus, dass die Membran, die den Fluss des Elektrolyts in die Energiezelle verhindern und bei Aktivierung des Torpedos einreißen sollte, auf Grund der Bewegungen etwas beschädigt worden war und sich die Chemikalien langsam mischten, was Hitzeentwicklung und schließlich einen Brand auslöste. Gerade vor dem Hintergrund der aufgetretenen Vibrationen an Bord der Scorpion wird dies mittlerweile als wahrscheinlichste Unfallursache angesehen. Einer der Ingenieure des Labors, in dem die Explosion stattfand, meint außerdem, sich daran zu erinnern, in einem Gespräch gehört zu haben, dass die Scorpion eine Batterie der fehlerhaften Charge an Bord hatte. Die Warnung vor diesen Batterien erfolgte wenige Tage bevor sich die Scorpion auf den Heimweg nach Norfolk machte.

## Folgen für die Umwelt
Das Wrack der Scorpion ist für die Gegend sehr gefährlich, da sich neben dem Reaktor auch zwei Mark-45-ASTOR-Torpedos mit nuklearem Sprengkopf an Bord befinden. Die US-Marine untersucht Wasser- und Sedimentproben sowie Fische aus der Gegend regelmäßig auf Kontamination durch Plutonium. Die Ergebnisse wiesen laut Marineberichten bisher auf keinerlei Verstrahlung oder anderweitige Verschmutzung hin. Dies zeige, dass der Reaktor noch dicht sei.